# Parabopyrella crenulata
Parabopyrella crenulata är en kräftdjursart som först beskrevs av Sueo M. Shiino 1939.  Parabopyrella crenulata ingår i släktet Parabopyrella och familjen Bopyridae. Inga underarter finns listade i Catalogue of Life.